# Vroeger of later
Vroeger of later, uit 1974, is het eerste studioalbum van Robert Long als soloartiest. Er werden geen singles van getrokken. De titel van deze klassieker uit de Nederlandstalige lichte muziek is een anglicisme.

## Het verhaal vanVroeger of later
Long was zanger van de Utrechtse groep Unit Gloria, die onder contract stond bij de platenmaatschappij Bovema. Een beginnende solocarrière bracht hem zelfs tot Tokio (World Popular Song Festival) waar hij de single I believe in love promoot. Daar blijkt dat hij eigenlijk wat anders wil. Hij maakt dat kenbaar aan Klaas Leyen, die Long de gelegenheid geeft in zijn privéstudio een demo op te nemen, waarmee hij Bovema zou kunnen overtuigen. Daarmee trokken Leyen en Long naar Frank Jansen, hoofd programmabureau van Bovema. Long geeft aan dat hij de ambitie heeft, liever 'vroeger' dan 'later', meer 'eigen' dingen te gaan doen, "Iets waarin hij zijn eigen ideeën kwijt kon". Hij dacht daarbij meer aan cabaretachtige liedjes naar zijn grote voorbeeld Wim Sonneveld en (dus ook) uitsluitend nog Nederlandstalig eigen werk te willen brengen, vooral op de bühne.
Jansen werd enthousiast van die opnamen en overtuigde Bovema op die manier verder te gaan met Robert Long. Hij engageerde Erik van der Wurff, die toen al de arrangementen voor Herman van Veen maakte, en verzocht John Möring om leiding aan de opnames te geven. Die samenwerking leidde daarna nog tot vele succesvolle producties.

## Verkoop
Het album bevat enkele nummers over politiek- en religieusgevoelige zaken als homoseksualiteit en politieke hypocrisie. Ook wordt de spot gedreven met de burgerij en haar moraal. Daarom werd het album, en de zanger, geboycot door omroepen als de EO, NCRV, TROS, AVRO en de KRO.

## Muziek
| Nr. | Titel                | Schrijver(s) | Duur |
| --- | -------------------- | ------------ | ---- |
| 1.  | Liefste mijn liefste | Robert Long  | 2:42 |
| 2.  | Mien                 | Robert Long  | 3:09 |
| 3.  | Afscheid             | Robert Long  | 5:32 |
| 4.  | Allemaal angst       | Robert Long  | 3:02 |
| 5.  | Toe maar jongens     | Robert Long  | 2:52 |

| Nr. | Titel                                                                                          | Schrijver(s) | Duur |
| --- | ---------------------------------------------------------------------------------------------- | ------------ | ---- |
| 1.  | Kalverliefde                                                                                   | Robert Long  | 3:45 |
| 2.  | Het leven was lijden                                                                           | Robert Long  | 2:39 |
| 3.  | Zeven over twaalf                                                                              | Robert Long  | 3:04 |
| 4.  | Jezus redt                                                                                     | Robert Long  | 3:03 |
| 5.  | Vieze Lieze                                                                                    | Robert Long  | 2:34 |
| 6.  | 1 Mei (Dit nummer werd als bonus toegevoegd bij een jubileumeditie die later werd uitgebracht) | Robert Long  | 4:19 |

## Musici
De credits op de oorspronkelijke langspeelplaat vermeldden:
- Coen van Orsouw - accordeon
- Frank Noya - basgitaar
- Louis de Lussanet - drums
- Arie Jongman - fluit
- Dick Vennik – altfluit
- Hans Hollestelle – gitaar
- Peter Nieuwerf – gitaar
- Erik van der Wurff – piano, effecten (Magic Organ), Fenderpiano, melodica
- Jaap Keizerwaard – geluidseffecten
- Gerard Engelsma – trompet
- Jan Vleeshouwer – trompet
- Wim Kuylenburg – trompet
- Leo Gerritsen – klarinet
- Frans van Luin – trombone
- Hans Koppes – tuba, trombone
- Joop Koekoek – steelband
- John Möring – maraka's, fluit (Zuid-Amerikaans)

## Hitlijsten
Ondanks de eerdergenoemde boycot stond de elpee 118 weken in de Album Top 100 en werden er 400.000 à 500.000 exemplaren verkocht in Nederland en België.
In de LP-Top 100-lijsten van 1974, '75 en '76 stond het album respectievelijk op de nummers 3, 1 en 58.
| Album met eventuele hitnotering(en) in de Nederlandse Album Top 100 | Datum van verschijnen | Datum van binnenkomst | Hoogste positie | Aantal weken | Opmerkingen |
| ------------------------------------------------------------------- | --------------------- | --------------------- | --------------- | ------------ | ----------- |
| Vroeger of later                                                    |                       | 18-5-1974             | 1(5wk)          | 118          |             |